# Średniogórze Zadunajskie

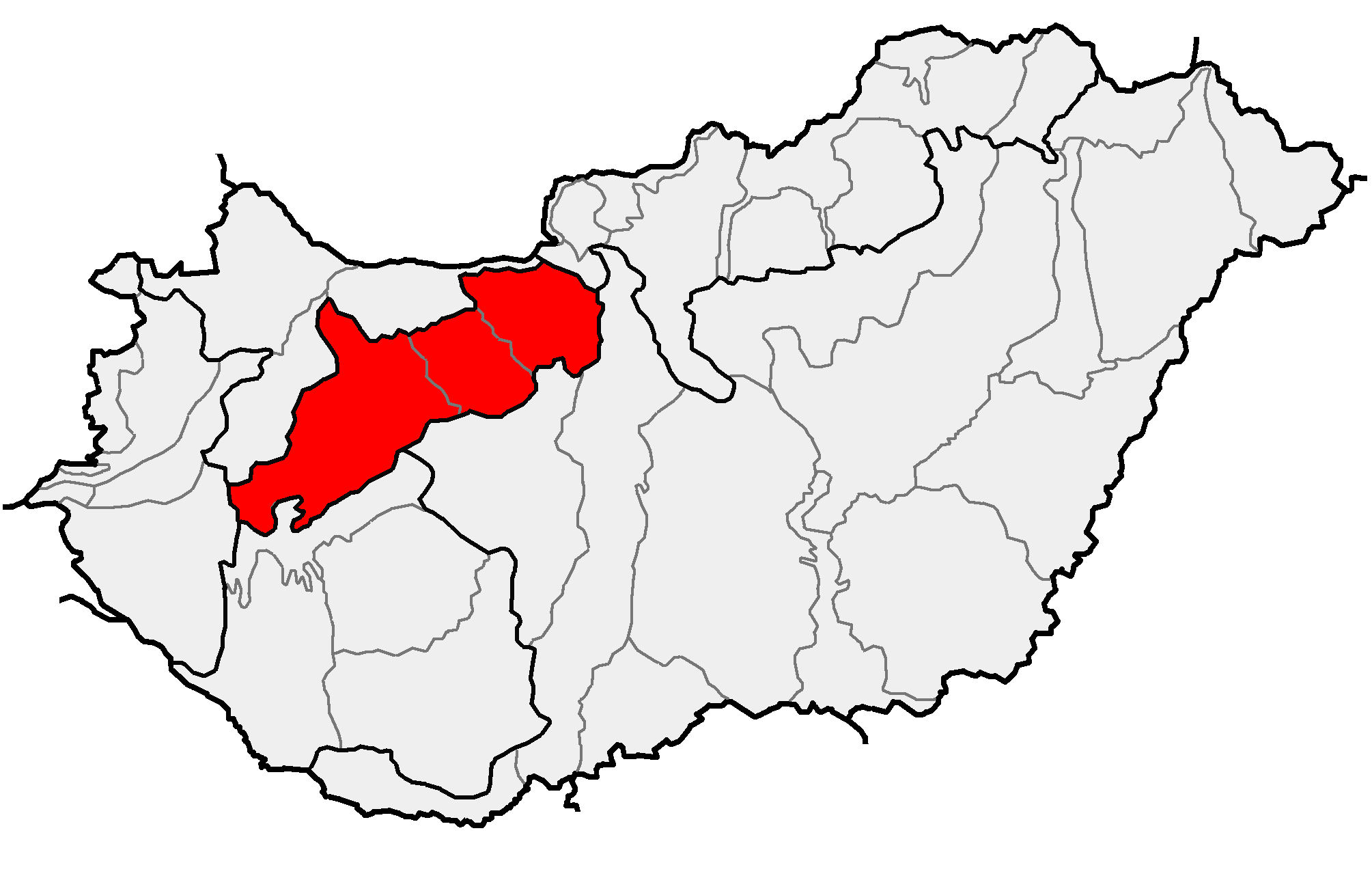
Średniogórze Zadunajskie – Dunántúli-középhegység (bez Gór Wyszehradzkich)

Średniogórze Zadunajskie (węg. Dunántúli-középhegység, 552) – region fizycznogeograficzny wyróżniany w dziesiętnej regionalizacji fizycznogeograficznej, leżący w centralnej części Kotliny Panońskiej, w Kraju Zadunajskim w zachodnich Węgrzech. Geografia węgierska wyłącza ze Średniogórza Zadunajskiego skrajną północno-wschodnią część, nad samym Dunajem – Góry Wyszehradzkie.
Średniogórze Zadunajskie stanowi pasmo zrębowych masywów górskich ciągnące się w kierunku południowo-zachodnim od Zakola Dunaju, podzielonych rowami tektonicznymi i szerokimi dolinami. Średniogórze Zadunajskie dzieli Kotlinę Zachodniopanońską od Wysoczyzn Zadunajskich i Wielkiej Niziny Węgierskiej.
Góry są zbudowane z mezozoicznych skał osadowych, głównie wapieni i dolomitów triasowych, nagromadzonych na krystalicznym fundamencie masywu Tisii. Do akumulacji doszło w czasie, gdy teren ten stanowił dno rowu wypełnionego przez morze. Następnie w trzeciorzędzie obszar dzisiejszego Średniogórza był wielokrotnie wynurzany i zalewany w następstwie naprzemiennych wypiętrzeń i zapadnięć. Podczas głównej fazy kształtowania Karpat Średniogórze Zadunajskie zostało pocięte uskokami na oddzielne płyty, a następnie zrównane. Na początku młodszego trzeciorzędu partie masywu Tisii otaczające Średniogórze zaczęły się zapadać, natomiast sam masyw podlegał dalszemu wypiętrzaniu, które skończyło się z początkiem czwartorzędu.
Średniogórze Zadunajskie dzieli się na:
- 552.1 Las Bakoński (Bakonyvidék)
- 552.2 góry Wertesz i Velence (Vértes–Velencei-hegyvidék)
- 552.3 Góry Zakola Dunaju (Dunazug-hegyvidék)